# Hesseški najemniki
Pomožne čete najete iz Nemčije za pomoč Kraljevini Britaniji za zatrtje ameriške revolucije, so imenovali hesseški ali hessijski najemniki. Predvsem v ZDA so jih smatrali za plačance in ne najemno, pomožno vojsko.
Po vojni jih je ca. 5.000 ostalo v Severni Ameriki, kjer so si našli nov dom. V resnici je bilo samo ca. 65 % najemnikov iz dežel Hesse-Kassel in Hesse-Hanau, ostali so prišli iz drugih nemških dežel, vendar se je za vse uveljavilo kolektivno ime Hessijci.
| Skupaj                               | Skupaj vojakov | vrnjenih | niso se vrnili |
| Grofija Hesse-Kassel                 | 16.992         | 10.492   | 06.500         |
| Kneževina Braunschweig-Wolfenbüttel: | 05.723         | 02.708   | 03.015         |
| Grofija Hesse-Hanau                  | 02.422         | 01.441   | 00981          |
| Ansbach - Bayreuth                   | 02.353         | 01.183   | 01.170         |
| Waldeck                              | 01.225         | 00505    | 00720          |
| Kneževina Anhalt-Zerbst              | 01.152         | 00984    | 00168          |
| Skupaj:                              | 29.867         | 17.313   | 12.554         |

## Grofija Hesse-Kassel
- Pehotni polk Hesse-Kassel št. 2 iz 1683/5|Fusilierski polk Lossberg – (št. 2)
- Pehotni polk Hesse-Kassel št. 3 iz 1684/2|Fusilierski polk Knyphausen Wilhelm von Knyphausen – (št. 3)
- Pehotni polk Hesse-Kassel št. 4 iz 1687/2|Mušketirski polk Donop – (št. 4)
- Pehotni polk Hesse-Kassel št. 5, št. 1756|Mušketirski polk Wutginau](od 1777 Regiment Landgraf) – (št. 5)
- Pehotni polk Hesse-Kassel št. 7 iz leta 1700|Leib-pehotni polk – (št. 7)
- Pehotni polk Hesse-Kassel št. 8 iz leta 1702/2|Mušketirski polk Trümbach (od leta 1779 Carl von Bose) – (št. 8)
- Pehotni polk Hesse-Kassel št. 9 iz leta 1702/1|Mušketirski polk princa Karla – (št. 9)
- Pehotni polk Hesse-Kassel št. 10 iz leta 1702/4|Fusilierski polk von Ditfurth – (št. 10)
- Pehotni polk Hesse-Kassel št. 11 iz leta 1745|Mušketirski polk von Mirbach (od leta 1780 Jung von Lossburg) – (št. 11)
- Pehotni polk Hesse-Kassel št. 12 iz 1750|Fusilier Regiment Erbprinz (od 1780 Mušketirski polk Prinz Friedrich) – (št. 12)
- Pehotni polk Hesse-Kassel št. 14 iz 1760/3|Grenadirski polk von Rall (od 1777 Wolfgang Friedrich von Wöllwarth; od 1778 Karl Levin von Trümbach; od 1779 Ludwig von Angelelli de Malvezzi) – (št. 14)
- Združeni grenadirski bataljoni (iz grenadirskih čet več strelskih in mušketirskih polkov):
  - 1. grenadirski bataljon von Linsing
  - 2. grenadirski bataljon von Block (kasneje von Lengerke)
  - 3. grenadirski bataljon von Minnigerode (kasneje von Löwenstein)
  - 4. grenadirski bataljon von Köhler (kasneje von Graf von Platte)
- Garnizijski polk von Bünau
- Garnizijski polk von Huyn (kasneje von Benning)
- Garnizijski polk von Stein (kasneje von Seitz; von Porbeck)
- Garnizijski polk von Wissenbach (kasneje von Knoblauch)
- Jägerjev korpus Hesse-Kassel
- Topniški korpus Hesse-Kassel

## Kneževina Braunschweig-Wolfenbüttel:
- Dragonski polk Brunswick-Wolfenbüttel iz leta 1692/2|Dragonski polk vojvode Ludvika
- Grenadirski bataljon Breymann
- Brunswick Jäger|Barnerjev bataljon lahke pehote s četo Jäger
- Pehotni polk Brunswick-Wolfenbüttel iz leta 1776/1|Pehotni polk Riedesel
- Pehotni polk Brunswick-Wolfenbüttel iz leta 1776/2|pehotni polk Specht
- Pehotni polk Brunswick-Wolfenbüttel iz leta 1692/2|pehota Leibregiment 1783 princ Friedrich
- Pehotni polk Brunswick-Wolfenbüttel iz leta 1748/4|pehotni polk Rhetz (Avgust Wilhelm von Rhetz)

## Grofija Hesse-Hanau
- Hesse-Hanauski polk dednega princa 1776
- Creuzbourški jegerski korpus 1777
- Hesse-Hanauska artilerijska četa Pausch 1777
- Hesse-Hanauski svobodni korpus Janecke 1781

## Ansbach - Bayreuth
- Ansbach-Bayreuth pehotni polk Ansbach iz leta 1713/1|Ansbachski pehotni polk (poveljnik polka: 1777 Friedrich Ludwig Albrecht von Eyb – 1778 Friedrich August Valentin Voit von Salzburg)
- Ansbach-Bayreuth pehotni polk Bayreuth iz leta 1713/2|Bayreuthski pehotni polk (poveljnik polka: 1778 Johann Heinrich Christian Franz von Seyboth)
- Ansbach-Bayreuth Jäger Company Anspach iz leta 1782|Jäger Company Anspach iz leta 1782
- Topniška četa Ansbach

## Waldeck
- Waldecker Infanterieregiment von 1776|Waldecker 3. Infanterieregiment

## Kneževina Anhalt-Zerbst
- Anhaltski pehotni polk iz leta 1777|pehota Rauschenplatt (1777 Johann von Rauschenplatt, 1782 Georg Heinrich von Rauschenplatt)
- Jäger četa Nuppenau
- Topniška četa Anhalt-Zerbst